# Rovné (Svidník)
Rovné es un municipio del distrito de Svidník en la región de Prešov, Eslovaquia, con una población estimada a final del año 2024 de 456 habitantes.
Se encuentra ubicado en el centro-norte de la región, cerca del río Ondava (cuenca hidrográfica del río Tisza) y de la frontera con  Polonia.

## Demografía
| Año        | 1994 | 2004    | 2014    | 2024    |
| ---------- | ---- | ------- | ------- | ------- |
| Población  | 513  | 506     | 491     | 456     |
| Diferencia |      | −1,36 % | −2,96 % | −7,12 % |

| Año        | 2023 | 2024    |
| ---------- | ---- | ------- |
| Población  | 453  | 456     |
| Diferencia |      | +0,66 % |